# Saint-Germain-de-Montbron
Saint-Germain-de-Montbron è un comune francese di 492 abitanti situato nel dipartimento della Charente, nella regione della Nuova Aquitania.

## Società

### Evoluzione demografica
Abitanti censiti